# Domaine provincial de Zilvermeer
Le domaine récréatif provincial de Zilvermeer (Provinciaal Recreatiedomein Zilvermeer en néerlandais) est un centre sportif et récréatif belge de la province d'Anvers situé en Région flamande dans la commune de Mol.